# Mural per a IBM
El Mural per a IBM és un mural ceràmic de grans dimensions fet el 1978 per Joan Miró i Ferrà i el ceramista Joan Gardy Artigas, per a l'entrada de la seu de l'empresa IBM, al número 202 de la Via Augusta de Barcelona. El Mural es troba actualment exposat a la Sala de la Cúpula del Museu Nacional d'Art de Catalunya, al primer pis del museu. L'obra és propietat del Departament d'Ensenyament de la Generalitat de Catalunya, que l'ha cedit en dipòsit al Museu Nacional.

## Història
L'escultor Joan Gardy Artigas va aprendre del seu pare, Josep Llorens Artigas (Barcelona, 1892-1980), la saviesa de l'ofici de ceramista. Joan Miró i Llorens Artigas es van conèixer als anys 1910 a l'escola d'art que el pintor Francesc d'Assís Galí i Fabra (1880-1965) tenia a Barcelona. De Francesc Galí són les pintures, realitzades el 1929, de la cúpula del vestíbul del primer pis del Museu Nacional, on ara també s'exposa el mural de Joan Miró.
A partir dels anys 1940, Miró i Josep Llorens Artigas van iniciar un duo artístic que va donar com a fruit objectes i grans murals ceràmics com els de la Unesco de París o el de l'Aeroport de Barcelona. Aquestes obres fusionen el lèxic mironià amb les qualitats essencials de les arts de la terra i del foc.
L'any 1978, l'empresa IBM va encarregar a l'arquitecte Josep Antoni Coderch la construcció de la seva seu a Barcelona i als artistes Joan Miró i Joan Gardy Artigas la realització d'un mural que presidís l'entrada. Finalment l'arquitecte no duria a terme el projecte per desacords amb els clients. Miró i Gardy Artigas sí que farien la seva part de l'encàrrec, que van trigar 6 mesos a produir.
El 1994 la Generalitat de Catalunya va comprar l'edifici d'IBM i el convertí en seu del Departament d'Ensenyament.
L'estiu del 2013 la Generalitat de Catalunya va iniciar un període de venda d'immobles en propietat per tal de fer front a les seves obligacions financeres. L'edifici del Departament d'Ensenyament en fou un dels afectats. Es va vendre a l'Asseguradora AXA per 40,37 milions d'euros, des d'un preu de sortida inicial de 52,14 M€. La venda formava part d'un acord més gran, on la Generalitat va vendre 13 edificis a la mateixa asseguradora per un import total de 172 milions d'euros. El Mural per a IBM no formava part de l'acord de compravenda.
El 27 de juny de 2013 un equip de restauradors van començar el procés de desmuntatge de l'obra ubicada a la Via Augusta de Barcelona, amb l'objectiu de traslladar-ho a un centre patrimonial. El procés de trasllat fou supervisat per Gardy Artigas i va comptar amb el suport del Centre de Restauració de Béns Mobles de Catalunya. A la ubicació original es va instal·lar una reproducció fidel de l'obra.
El mural es va presentar el 28 de novembre de 2013 al Museu Nacional d'Art de Catalunya, amb la presència de Gardy Artigas, del conseller de cultura, Ferran Mascarell i de la consellera d'ensenyament Irene Rigau. Durant l'acte, Pepe Serra, director del museu es va mostrar obert a cercar una altra obra d'art que parlés amb el mural mironià a la Sala de la Cúpula. Gardy Artigas, al seu torn, va dir de Miró:
| «               | Allà dalt, Miró deu estar molt content. Li agradava pensar que creava les obres perquè tothom les pogués veure. I aquest mural, que va gaudir creant-lo, estava tancat dins d'un edifici, i la gent no el podia veure ni des del carrer. | » |
| — Gardy Artigas | |   |

## Descripció
Aquest mural, de grans dimensions (2,80 x 8,72 m), està format per 406 rajoles de gres refractari. Sobre un fons blanc cru, Miró va dibuixar figures amb colors vius: blau, vermell, verd i groc, contornejades per gruixudes línies de color negre. El conjunt descansa sobre una línia de pintura negra que travessa, de banda a banda, el mural i que deixa caure esquitxos, regalims i un punt negre, en primer pla, a baix i a la dreta. L'obra està signada Miró a la part inferior dreta i Gardy Artigas a la part inferior esquerra.

## Curiositat
Es diu que la ratlla que separa clarament el mural en dos es deu a una pica-baralla entre Miró i IBM. Miró volia que el mural presidís l'entrada a l'edifici sense cap element visual que el tapés, però l'empresa tenia molt clar que el taulell d'atenció hauria d'anar al centre, just al davant de l'obra. Es diu que és per això que Miró va pintar només la part superior de l'obra, ja que la inferior no es veuria per culpa del taulell d'atenció.